# FHProductionHK
FHProductionHK는 홍콩 유튜브 채널이다. 2012년부터 시작된 이 채널은 홍콩의 사회 문제에 초점을 맞춘 코미디 동영상을 제작하고 있다.
곰 가면을 쓰고 청중으로부터 얼굴을 가리는 대런 쳉(Darren Cheng)과 켄릭 호(Kenrick Ho)가 만든 작품이다. Cheng은 일본 가상 곰 리락쿠마의 테디 헤드 마스크(중국어: 熊仔頭)를 착용하고, 호는 스티치 또는 블루 헤드 마스크(중국어: 藍仔頭)를 착용한다. FHProductionHK는 90년대 이후 세대 사이에서 큰 지지를 받고 있다. 채널의 동영상은 주성치와 할리우드 영화에서 영감을 받았다.
FHProductionHK는 유튜브 광고 수익을 받고 협찬 영상을 제작하여 수익을 창출한다.